# Steve Inwood
Steve Tongalson Inwood (* 3. Januar 1947; † 15. Mai 2025) war ein US-amerikanischer Schauspieler.

## Leben
Inwood trat vor allem in den frühen 1980er Jahren mit Nebenrollen in Filmen wie Fame – Der Weg zum Ruhm, Prince of the City und Staying Alive in Erscheinung. Danach war er überwiegend nur noch in Fernsehproduktionen zu sehen. 
1988 geriet er in die Schlagzeilen, als er angeblich die Schauspielerin Deborah Raffin, mit der er ein Jahr zuvor den Horrorfilm Grizzly II: The Concert gedreht hatte, telefonisch belästigt haben soll und sich ihr daraufhin auf Anweisung eines Richters nicht mehr nähern durfte.
Ende der 1990er Jahre zog sich Inwood vom Filmgeschäft zurück.

## Filmografie (Auswahl)
- 1963: General Hospital (Fernsehserie, eine Episode)
- 1973: Hurry Up, or I’ll Be 30
- 1977: Das Cherry-Street-Fiasko (Contract on Cherry Street, Fernsehfilm)
- 1978: Wonder Woman (Fernsehserie, eine Episode)
- 1980: Cruising
- 1980: Fame – Der Weg zum Ruhm (Fame)
- 1980: Countdown in Manhattan (Night of the Juggler)
- 1981: Prince of the City
- 1981: Das Tal der Puppen (Jacqueline Susann’s Valley of the Dolls, Fernsehfilm)
- 1982: A Question of Honor (Fernsehfilm)
- 1982: Die Pranke der Tigerin (Farrell for the People, Fernsehfilm)
- 1983: Zwei Fäuste für ein Baby (The Fighter, Fernsehfilm)
- 1983: Staying Alive
- 1985: Schuldlos hinter Gittern (Crime of Innocence, Fernsehfilm)
- 1986: Matlock (Fernsehserie, eine Episode)
- 1986: Dark Mansions (Fernsehfilm)
- 1986: Nachtstreife (Night Heat, Fernsehserie, eine Episode)
- 1987: Der Hitchhiker (The Hitchhiker, Fernsehserie, eine Episode)
- 1987: Grizzly II: The Concert
- 1987–1995: Mord ist ihr Hobby (Murder, She Wrote, Fernsehserie, drei Episoden)
- 1988: Spenser (Spenser: For Hire, Fernsehserie, eine Episode)
- 1988: Something Is Out There (Fernsehserie, eine Episode)
- 1990: Booker (Fernsehserie, eine Episode)
- 1991: Marine Fighter
- 1991–1992: Die Fälle der Rosie O’Neill (The Trials of Rosie O’Neill, Fernsehserie, zwei Episoden)
- 1994: Almost Dead – Am Rande des Wahnsinns (Almost Dead)
- 1995: One West Waikiki (Fernsehserie, eine Episode)
- 1995: Murder One (Fernsehserie, eine Episode)
- 1997: Dellaventura (Fernsehserie, eine Episode)
- 2020: Grizzly II: Revenge (Grizzly II: The Predator) [1983 gedreht]